# Rachel Jarry
Rachel Jarry (nacida el 6 de diciembre de 1991 en Melbourne, Victoria) es una jugadora de baloncesto australiana. Ha conseguido 2 medallas en competiciones internacionales con Australia, entre Mundiales y Juegos Olímpicos.
Ha jugado en los equipos de las Minnesota Lynx de la WNBA y los Boomers Melbourne de la WNBL. Ella comenzó a jugar al baloncesto siendo una niña de cinco años, siendo joven participó en las competiciones nacionales, representando el estado de Victoria. En WNBL de Australia, ha jugado para los Rangers Dandenong, el Instituto Australiano del Deporte y los Boomers Melbourne. Ella ha sido miembro del equipo de baloncesto nacional de mujeres de Australia tanto en la secundaria como nivel superior.

## Personal
Jarry nació el 6 de diciembre de 1991 y creció en Williamstown, Victoria. Ella mide 1.86 metros (73 pulgadas) de altura.
Jarry fue a una escuela de Canberra en 2008 para el Año 2011 a la edad de 19 años, fue descrita como la chica pinup deportivo del Melbourne occidental, Australia suburbios.

## WNBL
Ella fue fichada por el Atlanta Dream en el 2011 como la selección global XVIII. El sueño de su traspasado a las Minnesota Lynx en el día del draft. Ella se enteró de su fichaje por medio de la red social Twitter. 
El 11 de febrero del 2013, el Lynx firmó un contrato con Jarry.  Jarry ganó un puesto en el roster como defensa para los campeones defensores de la Conferencia Oeste. Ella hizo su debut en la WNBA el 1 de junio del 2013, en una victoria sobre el Connecticut Sun 
Jarry ganó gradualmente el tiempo de juego como la temporada de 2013 avanzaba, y anotó en dobles dígitos en dos ocasiones como reserva. El lince era ganar el campeonato 2013 de la WNBA.

## Selección nacional
Jarry ha representado a Australia en el equipo junior, llamado las Gemas, con 25 partidos. En el 2009, fue miembro del equipo de las gemas que compitió en el Campeonato Mundial Sub-19 en Tailandia en el que el equipo terminó quinto en la general.
Jarry fue llamada al equipo nacional de baloncesto femenino en el 2012. Ella estaba programada para participar en el campamento de entrenamiento del equipo nacional, celebrado del 14 al 18 de mayo de 2012 a el Instituto Australiano del Deporte.